# 304
Năm 304 là một năm trong lịch Julius. 